# José Joaquim Gonçalves
Dom José Joaquim Gonçalves (Jaboticabal, 21 de outubro de 1917 — São José do Rio Preto, 23 de junho de 1988) foi um bispo católico.

## Resumo Biográfico
Filho de Antônio Maria Gonçalves e de Isaltina da Costa. Foi eleito bispo auxiliar de Vitória aos 22 de agosto de 1951. Transferido para São José do Rio Preto (bispo auxiliar) em 14 de março de 1957. Nomeado bispo de Cornélio Procópio em 26 de maio de 1973, onde tomou posse em 13 de outubro seguinte. Renunciou o cargo tornando-se bispo emérito em 6 de novembro de 1978. 